# Уэти-рю

Японская каллиграфия «Стиль Уэти»

Уэти Рю (яп. 上地流 Уэти рю:, «Стиль Уэти») — один из стилей Окинавского боевого искусства карате, который основал мастер Камбун Уэти (1877—1948).

## Происхождение

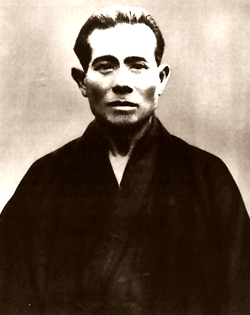
Уэти Камбун

На Окинаву школа Пангай нуун пришла из южной китайской провинции Фуцзянь, где долгое время скрывался Камбун Уэти, дабы избежать призыва в японскую армию. Здесь он познакомился с Чжоу-цзы-хэ (яп. Сусива), у которого десять лет обучался стилю кунг-фу Пангай-нуун и искусству врачевания травами. Получив разрешение учителя, Уэти позже открыл свою собственную школу в Фуцзяне, которая стала одной из самых популярных в провинции. После того, как один из учеников Камбуна во время ссоры убил своего противника (так гласит легенда), Уэти вынужден был покинуть Китай и вернуться на Окинаву в феврале 1910 года. Здесь он поселился в Изуме и познакомился с девушкой по имени Гозэй, на которой женился в мае 1910 года.
После двух лет на Окинаве его нашёл один из друзей по имени Гокэнки и попросил продолжить обучение, но получил отказ. Позже Гокэнки победил мастера из Наха и рассказал об Уэти, как о большом мастере единоборств. Несмотря на большое количество желающих, Камбун Уэти продолжал отказывать в тренировках. Во время одного из турниров Камбун продемонстрировал одно из своих ката, после чего турнир сразу закончился, так как все поняли, что не смогут показать более совершенную технику. Сразу после турнира Итосу Анко предложил Уэти место учителя, и тот согласился.
После смерти Итосу Уэти вновь бросил карате и переехал в Вакаяму, где познакомился со своим будущим учеником Рюю Томоёсэ, который сначала хитростью взял у Камбуна пару уроков, а потом уговорил открыто обучать пангай нуун. Так в 1923 году сначала открылось маленькое додзё, позже появился «Институт изучения карате дзюцу школы Пангай-нун». В 1933 году Уэти Канбун создал организацию «Субукай».

## Уэти Рю сегодня
Начиная с 1930 года Канбун Уэти занимался обучением своего сына Канэя Уэти (1911—1991), который возглавлял организацию после смерти отца. В 1942 году Канэй открыл Уэти Рю Хомбу-додзё. После смерти Канэя Уэти «Уэти Рю карате-до кёкай» распался на несколько независимых организаций. Так появились «Окинава Карате-До Кюкай (Окикукай)», «Уэти Рю Кэнюкай» и «Сокэ», которой руководит внук Канбуна Уэти Канмэй. Уэчи-рю после Второй мировой войны, получил широкую известность в Европе и Америке. Каней Уэчи изменил стиль Пангай-нуун, которым владел его отец Канбун Уэчи. Изменил много приемов в ката и привнес в них характерную для карате угловатость и прямолинейность. Поскольку Япония враждовала с Китаем, название Пангай нуун после смерти Канбуна Уэчи было также изменено на Уэчи-рю, то есть" Школа мастера Уэчи".

## Особенности стиля
Характерной для данного стиля является высокая стойка «Сантин-дати», круговой блок «маваши укэ», удары с использованием пальцев на руках и ногах. Эти техники были привнесены при изменении ката Канеем Уэчи, кроме удара «шо кен» удар фалангой указательного пальца и удара большим пальцем ноги «сокусен». Также характерными для Уэти Рю являются упражнения «котэ китаэ»(«железная рубашка»), благодаря которым боец может переносить удары без видимых последствий для себя. Другим уникальным упражнением встречающемся, помимо уэти-рю, лишь в годзю-рю, являются «толкающие руки» Какиэ, от китайского аналога окинавские «толкающие руки» отличаются реальным приложением силы.

## Ката в Уэти Рю
Ката Сантин, Сейсан и Сансэйрю являются традиционными для Окинавы, после их изменения Канеем Уэчи. Старый стиль был внешне похож на китайское у-шу, суть ката резко отличалась от форм исполняемых сегодня. Остальные ката были созданы Канеем Уэчи и Сэйко Итокадзу уже после смерти Камбуна Уэти.
| Оригинальное название   | Киридзи                                                         | Тип                |
| ----------------------- | --------------------------------------------------------------- | ------------------ |
| 三戰 (サンチン)         | Сантин                                                          | Традиционная ката  |
| 完子知 (カンシワ)       | Кансива                                                         | Тренировочная ката |
| 完周 (カンシュウ)       | Кансю                                                           | Тренировочная ката |
| 十戦 (セーチン)         | Сэйтин                                                          | Тренировочная ката |
| 十三 (セーサン)         | Сэйсан                                                          | Традиционная ката  |
| 十六 (セーリュウ)       | Сэйрю                                                           | Тренировочная ката |
| 完戦 (カンチン)         | Кантин                                                          | Тренировочная ката |
| 三十六 (サンセーリュウ) | Сансэйрю                                                        | Традиционная ката  |
| 龍虎 (リュウコ)         | Рюко (создана и практикуется только в рамках Сохэй-рю ОкиКуКай) | Тренировочная ката |

### Сантин
Первоначально ката «Сантин» являлась частью Наха-тэ (Сёрэй-рю). В отличие от Сёри-тэ (Сёрин-рю), где внимание акцентировалось на скорости, в Наха-тэ целями являлись сила и концентрация в процессе выполнения. Как и все дыхательные ката, «Сантин» довольно легко имитировать внешне, но дабы понять всю глубину ката, необходима долгая работа под присмотром опытного учителя. Сантин Уэти-рю более скоростной чем Годзю-рю, что можно сказать и о самом стиле в целом.

### Сэйсан
Ката «Сэйсан» относится к практическим ката, целью которых являлось овладением быстроты и силы используемых приемов. На Окинаву ката попала в двух различных формах, одна из которых стала характерна для Уэти Рю, а другая используется в Годзю-рю. Вариант ката Уэти Канбуна не отличается от оригинала, переданного Сусива, где были сохранены техники с открытыми ладонями, а также техника работы с «жизненными точками». Второй вариант пришёл в Наха-тэ через Хигаонна Канрё, который он перенял от своего мастера Юхатира Канкэна. Эта форма была перенята Тёдзюном Мияги, он изменил ката, убрав открытую ладонь и под названием Токуи-ката перешла в Годзю-рю. Также «Сэйсан» использовал Анко Итосу в Сюри-тэ. В этом варианте ката вошла в Сито-рю, а также в Сётокан. В Сётокане ката стала известна как Хангэцу (Полумесяц) и перенята Оцукой Хиронори в Вадо-рю. Хиронори вернул старое название «Сэйсан».

## Известные представители
Рюко Томоёсэ (Ryuko Tomoyose), 10 дан ОкиКуКай
Синтоку Такара (Shintoku Takara) 10 дан Okinawa uechi-ryu karatedo kyokai
Симабукуро Юкинобу (Shimabukuro Yukinobu) 9 дан УЭТИ-РЮ КАРАТЭ-ДО КЁКАЙ (СОКЭ)
Катсуджи Тамаесэ (Katsuji Tamayose) 9-дан Okinawa uechi-ryu karatedo kyokai
Йоситсуне Сенага (Yoshitsune Senaga) 10 дан Уети рю Карате, ханси (UECHI RYU KENSEIKAI)
Густаво Гондра (Gustavo Gondra) 8 дан Уэти рю Карате до и Кобудо (WUKKO)